# Ar Rutba
Ar Rutba  (en árabe: الرطبة, también se conoce como Rutba, Rutbah, o Ar Rutba) es una localidad de Irak, situada en el Oeste del país, en la Gobernación de Ambar. Cuenta con 22.370 habitantes.
En el verano de 2014 la ciudad fue ocupada por fuerzas del grupo terrorista Estado Islámico. Fuerzas iraquíes retomaron la ciudad en mayo de 2016.